# Усмань
Усмань (рос. Усмань) — місто (з 1779) у Росії, адміністративний центр Усманського району Липецької області. Розташоване за 75 км від Липецька. Населення за підсумками Всеросійського перепису населення 2010 р. — 18 752 чол.

## Історія
У 1645 на місці нинішнього міста була споруджена оборонна фортеця Усмань. Її будував воєвода С. М. Вельямінов. За 30 років зміцнення занепали, але небезпека з півдня зберігалася. Тому у 1684 вони були відновлені. Крім того, по сусідству побудували місто Демшінськ (сьогодні — Нікольське (Усманський район)).
Сім'ї службових людей жили в навколишніх слободах — Стрілецькій, Пушкарській і Козачій.
До 1780-х років фортечні укріплення знову занепали: від них залишилися лише земляний вал і неглибокий рів.
Пізніше, у 1779, Усмань стала містом — центром Усманского повіту.
У 1790-х роках на Базарній площі побудували кам'яну соборну Богоявленську церкву. Це була перша цегляна будівля Усмані. Раніше, у 1778 р., на цій площі звели кам'яну П'ятницьку, а у 1788 — кам'яну Нікольську церкву.
Не пізніше 1763 р. в Усмані існувала дерев'яна Космодаміанська церква. У 1825 вона згоріла, а у 1828 на колишньому місці почали будувати нову. Але завершити роботи не вдалося: коли будівлю спорудили до купола, на ньому з'явилися тріщини, довелося розібрати все до фундаменту. Нове будівництво закінчилося наприкінці 1864 р.
За радянських часів Богоявленська, П'ятницька, Микільська та Космодаміанська церкви були знесені. З церковної архітектури в Усмані залишилася лише Церква Успіння Пресвятої Богородиці.
Місто отримало свою назву від річки Усмані. Гідронім, за припущенням топонімістів, походить від індоєвропейського кореня зі значенням «камінь» (СР іранське Асман, російське яшма від грец.' Ἴασπις). "Цю назву було перенесено від р. Осмонов у Чернігівській землі, звідки в X—XII ст. приходили в Подонні переселенці-слов'яни ".

## Населення
Зміна чисельності населення за даними всесоюзних і всеросійських переписів:
| \| 1959 \| \| 1970 \| \| 1979 \| \| 1989 \| \| 2002 \| \| 2010                                       |
| --- |
| \| 11885 \| \| ▲ 20150 \| \| ▼ 20118 \| \| ▲ 20878 \| \| {{}} падіння 20133 \| \| {{}} падіння 18752 |

## Економіка
- Завод ливарного устаткування (нині ВАТ Літмашприбор — в приватних руках)
- Тютюнова фабрика (знаходиться в стадії банкрутства)
- Меблева фабрика (викуплена приватною особою)
- Швейна фабрика (викуплена приватною особою)
- Хлібокомбінат

## Культура
З 2004 р. проводиться щорічний молодіжний фестиваль авторської пісні та поезії «Срібне джерело».
У 2003 р. був побудований новий Палац Культури, розміщений на площі Леніна.

## Цікаві місця
- церква Успіння Пресвятої Богородиці, побудована у 1862 році;
- дві Тріумфальні арки;
- Усманський Районний Краєзнавчий Музей;
- Відроджується нині Богоявленський собор, який був зруйнований у 30-і роки XX століття;
- Пам'ятник воєводі Степану Вельямінову.

## Відомі уродженці
- Герой Радянського Союзу генерал-полковник М. П. Константинов;
- Двічі Герой Соціалістичної Праці, фізик, лауреат Нобелівської премії академік Н. Г. Басов.

Дореволюційні світлини
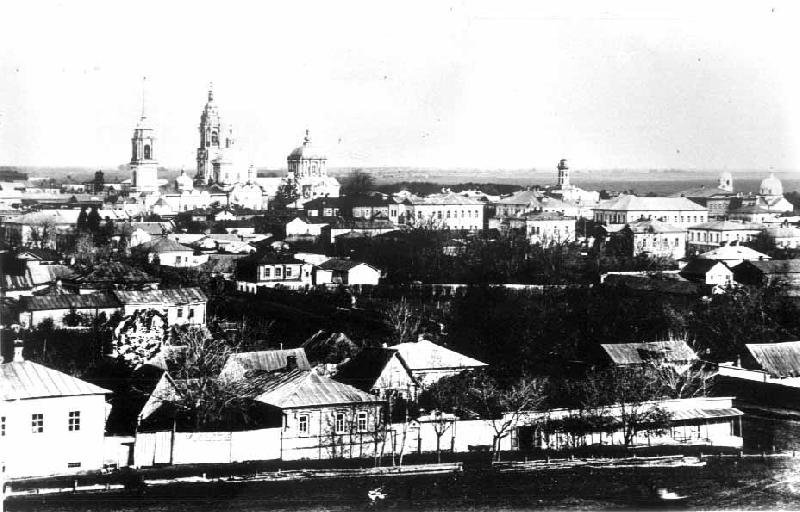
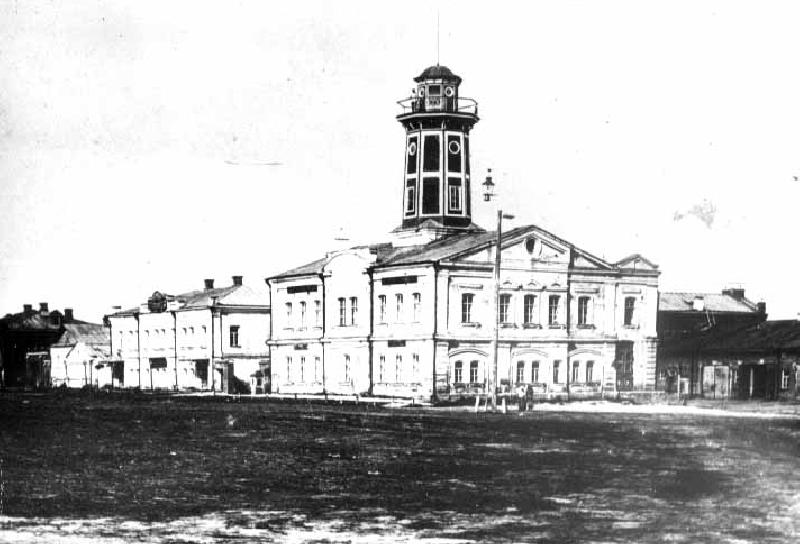
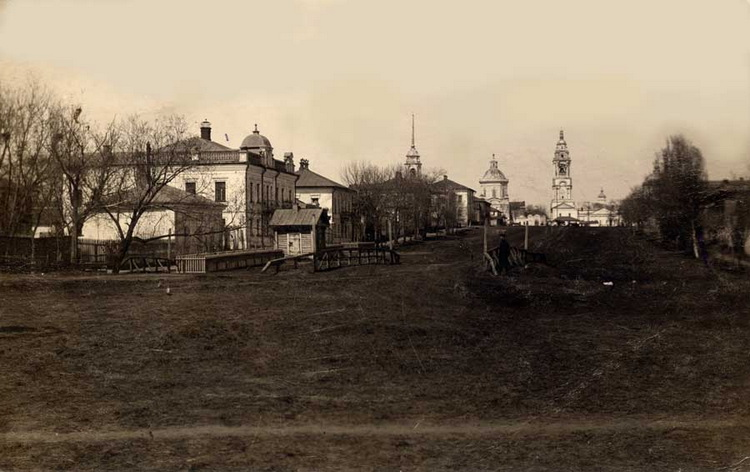
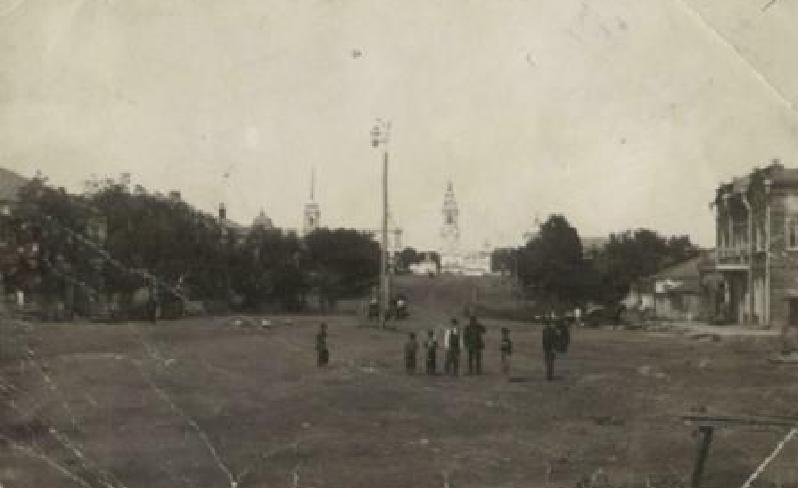
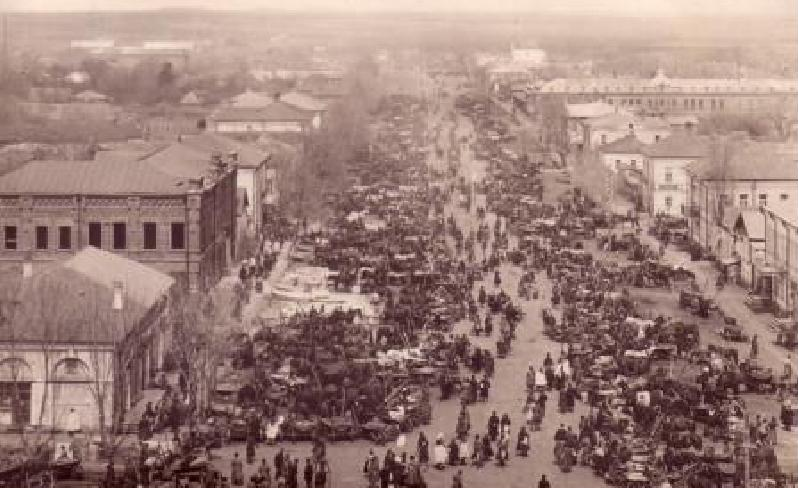

1. ↑   Шаблон:Книга: Липецька топонімія
2. ↑   Перепису населення Російської Імперії, СРСР, 15 нових незалежних держав